# Estilicão
Flávio Estilicão (em latim: Flavius Stilicho; ?  — 22 de agosto de 408) foi um mestre dos soldados (magister militum) romano de origem bárbara, patrício do Império Romano do Ocidente e cônsul.

## Vida
Estilicão nasceu em território que hoje fica na moderna Alemanha.[carece de fontes?] Seu pai era um vândalo que havia servido o imperador Valente. Sua mãe era cidadã romana. Porém considerou-se sempre um romano, embora muitos germanos fossem de confissão religiosa ariana, considerada herética pelo resto do Cristianismo. Falava corretamente as três línguas principais da época: o germânico de uso corrente (uma espécie de língua franca para as tribos nômades bárbaras), o latim e o grego (idioma principal do Império Romano do Oriente).
É uma figura que a historiografia considera extremamente controversa. Foi há pouco considerado fiel à causa do Império Romano do Ocidente, mas os efeitos que sua política tiveram sobre este império podem ser consideradas ambíguas.
Entrou no exército romano onde fez carreira no tempo de Teodósio I, que reinou sobre a parte oriental do Império em Constantinopla e que foi o último imperador a governar as duas partes do império ao mesmo tempo.
Em 384, Teodósio o enviou como embaixador ao xá sassânida Sapor III para negociar a paz e a partilha da Armênia. A missão teve sucesso e ao retornar a Constantinopla foi promovido a general, com a tarefa de defender o limes dos ataques dos visigodos: tarefa que o manteve ocupado por cerca de 20 anos.[carece de fontes?] Reconhecendo o valor de Estilicão, Teodósio decidiu torná-lo da família, dando-lhe em casamento a sobrinha adotiva Serena, filha do seu irmão Honório. De sua união nasceu Euquério e duas filhas: Maria e Termância que tornaram-se esposas, em momentos sucessivos, do imperador Honório.[carece de fontes?] Alguns anos antes de sua morte, Teodósio elevou-o ao posto de mestre dos dois exércitos (magister utriusque militiae).
Depois do assassinato do imperador do Ocidente Valentiniano II em 392, Estilicão juntou um exército que depois, sob o comando de Teodósio, venceu a batalha do rio Frígido contra as tropas de Flávio Eugênio. Nessa batalha, Estilicão teve também um papel de comando, tendo sob suas ordens o visigodo Alarico (que depois se tornaria seu inimigo), que conduzia um considerável número de auxiliares godos. Estilicão se distinguiu particularmente em Frígido e Teodósio viu nele um homem a quem poderia confiar a defesa do Império, tanto que o nomeou tutor e defensor do filho Honório pouco antes de morrer em 395.
Estilicão afirmava ter sido nomeado tutor dos filhos de Teodósio, e isto prejudicou quase imediatamente as suas relações com a corte da metade oriental do Império.
 A animosidade entre os vários imperadores do Oriente e Estilicão foi uma das principais causas da queda do império ocidental; durante um período de trinta anos (395 - 408) não houve cooperação entre Roma e Constantinopla.

### Comandante do exército
Assim, Honório subiu ao trono do Ocidente, enquanto seu irmão Arcádio foi para a parte oriental. Estilicão tornou-se de facto o comandante em chefe das tropas do exército do Ocidente, uma vez que Arcádio tinha não mais que 18 anos e Honório era ainda mais jovem.
Em 395, os visigodos, cujo rei era Alarico I, que viviam próximo ao Danúbio e eram ameaçados pelos hunos, romperam a aliança com Roma e saquearam a Trácia. Estilicão juntou um exército e marchou contra eles, mas Arcádio, influenciado pelo prefeito Flávio Rufino, inimigo de Estilicão, ordenou às tropas orientais, que formavam uma parte do exército de Estilicão, que retornassem ao Oriente. No Oriente, de fato havia então temores que na realidade Estilicão quisesse conquistar também Constantinopla. O próprio, no comando de um povo que não era mais aliado de Roma depois da desastrosa batalha de Adrianópolis em 378, começou a jogar habilmente no meio da rivalidade existente entre as duas partes de Império.
Estilicão obedeceu e enviou de volta as tropas que de fato não haviam retornado do Oriente depois da batalha de Frígido. Em 397, Estilicão derrotou Alarico na Macedônia, mas o visigodo conseguiu refugiar-se nas montanhas. Naquele mesmo ano debelou a evolta do conde Gildão na Africa, se tornou cônsul romano em 400  e em 401, na Récia, derrotou os vândalos e outras tribos bárbaras.
O combate conta Alarico tornou-se ambíguo. Estilicão teria segundo algumas fontes combatido duas grandes batalhas contra Alarico em Pollenzo, em 402, e em Verona, em 403. A dinâmica de tais batalhas permanece ainda desconhecida, nenhuma se revelou decisiva, e Alarico pode sempre escapar de um desastre definitivo. Mais de uma fonte pensa que na realidade Estilicão buscasse um acomodamento e talvez uma aliança com o poderoso exército visigodo. As dúvidas são confirmadas pela decisão com a qual, em vez de defender a ou marcar para revisão completa da invasão dos godos de Radagaiso em 406, circundou e exterminou Fiesole com as últimas tropas romanas reforçadas pelos visigodos de Saro.
Em 405, ordenou a destruição dos "Livros Sibilinos", cujas profecias começavam a ser utilizadas para atacar seu governo.
Para defender a Itália, foi porém necessário desguarnecer as fronteiras da Gália, e em dezembro de 406, atravessando o rio Reno congelado, vândalos, alanos e suevos invadiram a província.
A imagem permanece um símbolo de uma época histórica, já que estes povos não mais saíram do Império e fundaram, junto com os visigodos, os primeiros reinos romano-bárbaros. A invasão, segunda a tradição histórica, causou diversos massacres.
Em 407, um general de nome Constantino, saiu da Britânia com suas tropas e tendo momentaneamente poder sobre os bárbaros, foi proclamado imperador em Arles.
A usurpação na Britânia e as invasões na Gália prejudicaram os planos de Estilicão de utilizar Alarico para controlar a Ilíria Oriental, então administrada pelo Império Romano do Oriente.
Estilicão não foi enérgico como havia sido com Radagaiso. A Gália permaneceu abandonada, e Alarico iniciou a pressão sobre a fronteira da Itália, pedindo o pagamento "por serviços". Obviamente também esta questão confirmaria a possibilidade de um acomodamento entre Estilicão e Alarico. O senado romano foi confrontado ao fato concluído, somente um senador de nome Lamprídio, segundo a tradição, teve a coragem de afirmar que não se tratava de aliança mas de escravidão. Com a recusa de pagamento, em 408 Alarico invadiu pela segunda vez a Itália, tal como havia feito em 401-402.

### Queda em desgraça e morte
Era o canto do cisne para Estilicão: a debilidade do Império, imputável a uma cadeia de eventos desde a derrota em Adrianópolis e da inútil carnificina de Frígido, era evidente.
Para a maioria, sua origem não romana e seu credo ariano lhe trouxeram ódio entre os cortesões imperiais, especialmente Olímpio, que conspiraram contra ele em 408, espalhando diversos boatos: que tinha planejado o assassinato de Rufino, que estava pactuando com Alarico, que havia convidado os bárbaros em 406 na Gália e que estava planejando colocar no trono imperial o filho Euquério.
O exército se amotinou em Pavia em 13 de agosto, matando ao menos sete oficiais antigos (Zósimo). Estilicão se retirou então a Ravena, onde foi feito prisioneiro. Ainda que teria facilmente podido evitar a prisão e sublevar as tropas , não o fez por temor das consequências que o fato teria tido sobre o cambaleante Império ocidental. Foi morto em 22 de agosto de 408 por Heracliano, enquanto seu filho Euquério foi assassinado pouco depois.
Em toda a Itália explodiu uma onda de violência contra as famílias de bárbaros federados, que foram então engrossar a fila do exército de Alarico. Ele então atravessou os Alpes, devastou a península Itálica e assediou Roma, que caiu e foi saqueada depois de dois anos (410). Depois de oito séculos, um estrangeiro entrava de novo em Roma.

## Juízo histórico

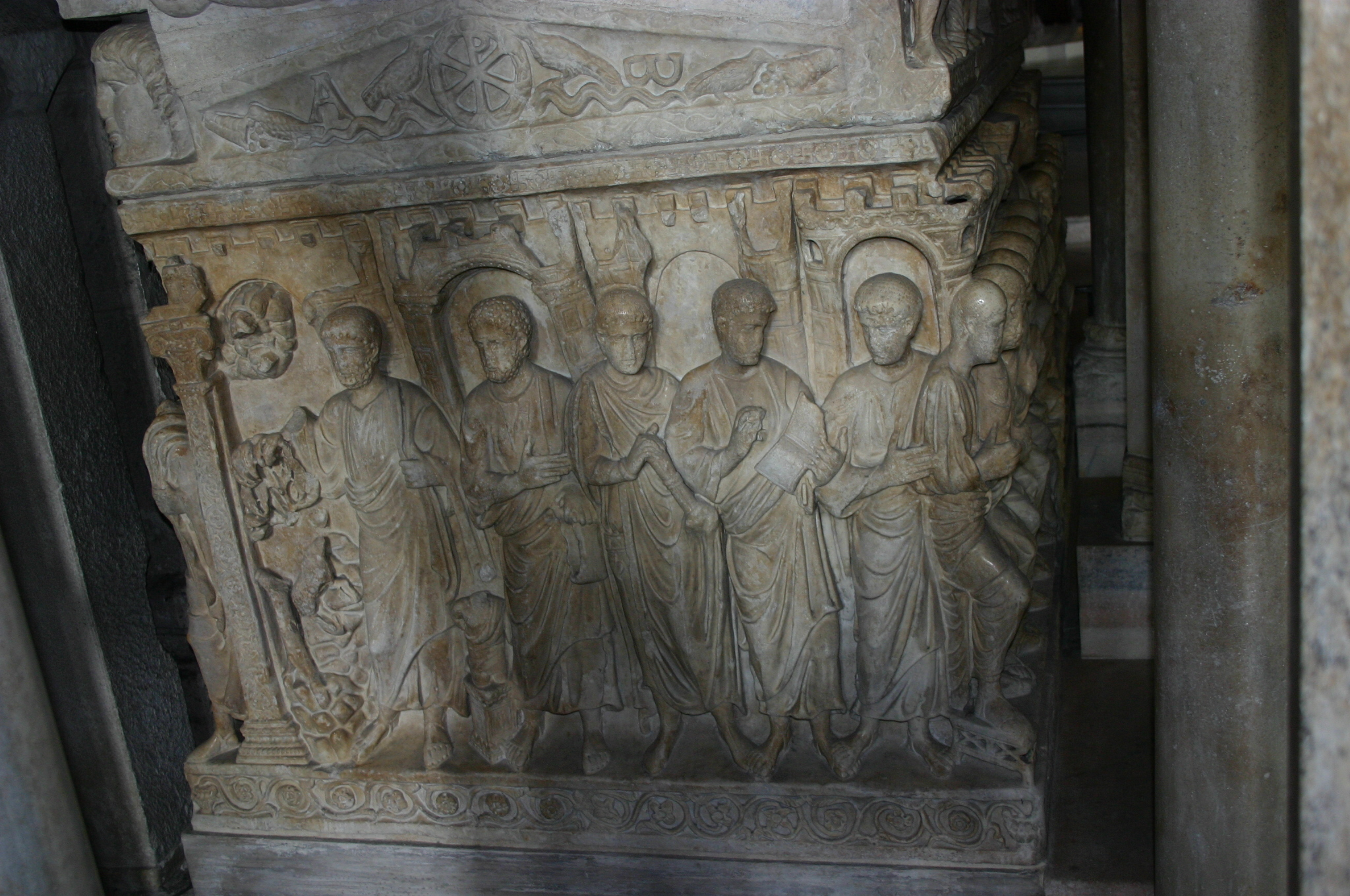
Sarcófago de Estilicão, basílica de Santo Ambrósio (Milão)

O juízo final sobre sua atuação tem dividido gerações de historiadores. Quase nenhum duvida da sua fidelidade, ressaltando em particular a sua "nobreza", quase de mártir. Não existem elementos para afirmar que Estilicão se sentisse mais "bárbaro" que romano.
As suas tentativas de "acomodamento" com Alarico eram provavelmente devidas da realpolitik: O império estava com deficiência de homens para poder enfrentar simultaneamente à invasão da Gália, os caprichos de Alarico (que essencialmente buscava ter um papel similar àquele de Estilicão) e os usurpadores que provinham da Britânia.
Pensa-se, de fato, que Estilicão, naquele dramático biênio 406-408, houvesse acordado com Alarico para dirigi-lo a combater os invasores da Gália. No fundo não precisava esquecer que o próprio Teodósio I tinha utilizado Alarico como auxiliar e como aliado na batalha de Frígido.
Não existem elementos para afirmar que Estilicão fosse ligado ao conceito "bárbaro" de fidelidade ao próprio comandante mais que ao conceito genérico de Estado.
Também os atritos com o Oriente teriam estado ligados à realpolitik, à exigência de obter homens, um comando unitário, e talvez ao recrutamento da gente guerreira da Ilíria (aquela região que havia fornecido grande imperadores-soldados no dramático século III).
O que é certo é que Estilicão não teve o pulso para gerir a gravíssima crise de 408, com os bárbaros invadindo a Gália e a Hispânia, e a morte de Arcádio que abriu um vácuo de poder no Oriente, dado que Teodósio II era ainda um menino.
A tradição queria que ele convencesse Honório, seu genro, a não ir a Constantinopla para fazer valer os seus direitos sobre o trono oriental, e que a esse aspecto os cortesãos atuaram contra.
Qualquer que seja o juízo sobre sua atuação (que deve provavelmente encontrar um equilíbrio entre os adeptos de Claudiano e a maldição seguida à sua execução), é certo que os seus sucessores, ao menos até a chegada de Constâncio III e Aécio, não saberiam fazer melhor que ele. Vândalos, alanos e suevos avançaram contra Hispânia e Gália, seguidos de burgúndios e francos; Alarico percorreu sem ser perturbado a Itália e buscou por três vezes com Honório aquele mesmo acomodamento que Estilicão parecia disposto a conceder-lhe.
De fronte às obstinadas recusas de Honório que, protegido em Ravena, não lhe enviava contra nenhum exército, Alarico saqueou Roma em 410 e depois passou à Gália com seus visigodos, que jamais seriam repacificados com o agonizante Império Romano do Ocidente.